# Jardines de la Torre de les Aigües
Los jardines de la Torre de les Aigües es un espacio verde público ubicado en el interior de una de las manzanas del ensanche de Barcelona, cuya entrada está situada en el número 56 de la calle Roger de Lauria.

## Historia
En 1862 Josep Cerdà pidió licencia para edificar una de las primeras casas en el nuevo distrito del ensanche, sin embargo y a pesar de ser una zona notable por sus recursos acuíferos el Ayuntamiento no tenía resuelto el abastecimiento de agua potable a todas las viviendas, lo que obligó a que los propietarios se organizaran para encontrar soluciones. El 14 de octubre de 1862 Jaume Safont i Lluch, intendente honorario de provincia, concedió un terreno ubicado en la manzana 31, 32, LL, M a la Sociedad Ensanche y Mejora de Barcelona, quienes encargaron al arquitecto Josep Oriol Mestres la construcción de una torre lo suficientemente grande como para garantizar el abastecimiento de agua potable en la zona.
El proyecto original contemplaba la construcción de una torre de planta hexagonal de 24 metros de altura con capacidad para almacenar 730m³ de agua, pero el arquitecto municipal no aprobó el proyecto alegando que sobrepasaba los 20 metros de altura máximos permitidos en el ensanche. El 30 de mayo de 1867, el alcalde Luis Rodríguez Téllez signó el permiso para poder realizar el depósito tras considerar que no se podía garantizar el fluido en los edificios altos si el punto más elevado de la torre medía lo mismo.
En un edificio adyacente se instaló una máquina de vapor de 20cv, que posteriormente se electrificó, para hacer subir el agua del pozo a la parte superior de la torre, donde estaba situado el depósito. Con la construcción terminada, se inició la red de tuberías para repartir el fluido a las zonas cercanas.

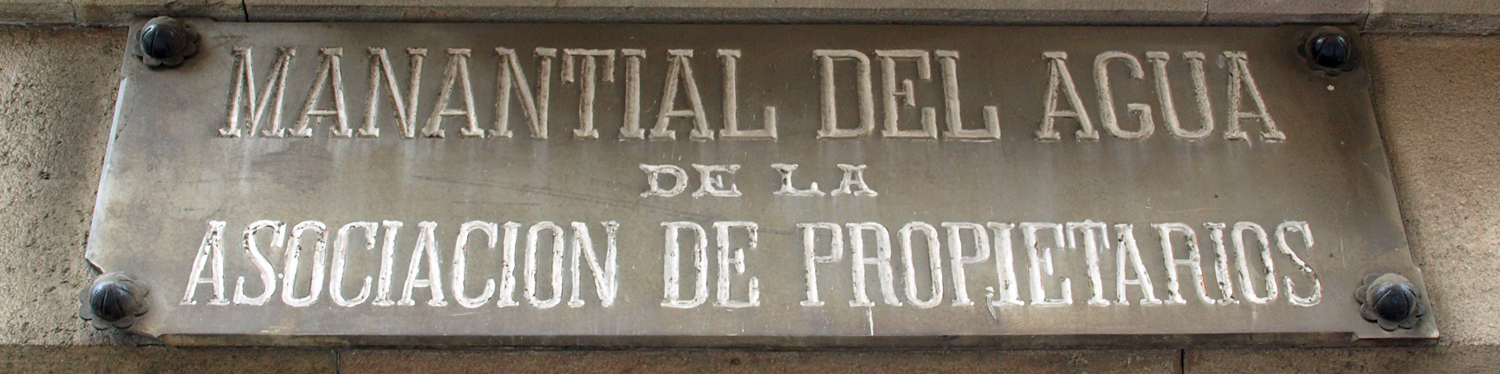
Placa de la antigua Asociación de Propietarios de Agua del Ensanche.

El 15 de junio de 1870 el terreno que ocupada la torre, a manos de Crédito y Fomento del Ensanche de Barcelona, fue adquirido por la Asociación de Propietarios de Agua del Ensanche. Ese mismo año, la torre fue elevada un piso más para poder aumentar la presión del agua.
En 1987, el Ayuntamiento de Barcelona inició el embargo de los terrenos por deudas y un año más tarde, fueron expropiados y reconvertidos en el primer interior de isla recuperado como espacio público del Ensanche.